# Naruto Uzumaki
Naruto Uzumaki (うずまきナルト, Uzumaki Naruto) é um personagem fictício da franquia de mangá e anime Naruto, criada por Masashi Kishimoto. Servindo como o protagonista homônimo da série, ele é um jovem ninja da vila fictícia de Konohagakure (Vila Oculta da Folha). Os aldeões de sua vila o desprezavam por causa da Raposa de Nove Caudas (uma criatura malévola que atacou Konohagakure) que foi selada em seu corpo. Apesar disso, ele aspira se tornar o líder de sua aldeia, o Hokage, a fim de receber sua aprovação. Sua personalidade despreocupada, extrovertida, hiperativa, otimista e brincalhona permite que ele faça amizade com outros ninjas de Konohagakure, bem como com ninjas de outras aldeias. Naruto aparece nos filmes da série e em outras mídias relacionadas à franquia, incluindo jogos eletrônicos e animações de vídeo originais (OVA), bem como a sequência Boruto: Naruto Next Generations de Ukyo Kodachi, onde ele é o Hokage e seu filho, Boruto, é o protagonista, enquanto seu outro filho, Kawaki, é o deuteragonista.
Na parte inicial da série, Kishimoto criou e manteve o personagem de Naruto como "simples e estúpido", mas dando-lhe atributos de um herói ideal. Kishimoto adicionou um lado negro ao adicionar tragédia ao passado de Naruto. Ele revisou o design de Naruto várias vezes, fornecendo ao personagem diferentes roupas destinadas a atrair o público ocidental e torná-lo mais fácil de ilustrar. Kishimoto mudou sua aparência para a Parte II do enredo, que começa dois anos e meio após a Parte I. Naruto é dublado por Junko Takeuchi na série animada original e Úrsula Bezerra na adaptação brasileira e Alexandra Sedas na adaptação portuguesa.
Além de diferentes mídias de entretenimento, vários produtos baseados em Naruto foram lançados, como action figures e chaveiros. O desenvolvimento do personagem de Naruto foi elogiado pelos meios de comunicação especializados em animes e mangás. Embora alguns o vissem inicialmente como um típico protagonista de mangá e anime comparável á outros protagonistas de mangás shōnen, outros elogiaram sua personalidade e desenvolvimento de personagem e por evitar estereótipos tipicamente vistos em mídias semelhantes. O personagem também tem sido objeto de pesquisas acadêmicas na literatura, o que o fez ele se destacar na ficção a partir de seus traços de personalidade e desenvolvimento.

## Criação
Na criação de Naruto, Kishimoto incorporou uma série de características nele que sentiu ter criado um herói ideal: com um jeito simples de pensar, um lado travesso, e um espírito alegre, ao mesmo tempo, ele se assegurou em manter Naruto "simples e estúpido", mas então ele decidiu acrescentar um passado em torno de um "contexto escuro" para o personagem. Apesar disso, Naruto é sempre otimista e infantil, traços que Kishimoto diz que o torna único. Além disso, desde o esboço inicial até a aparência final do personagem houve várias modificações, por isso, Naruto usava roupas diferentes constantemente, pois o principal objetivo era torná-lo mais atraente para o público ocidental, além de que houve dificuldades em desenhá-lo. O autor também comentou que ele queria que Naruto nunca se sentisse derrotado, e esse era o seu maior objetivo ao escrever a série.
Durante a publicação da série, Kishimoto se casou e teve filhos que influenciaram o personagem. Isto resultou em Naruto logo conhecer os seus pais e os seus sacrifícios em ajudá-lo a controlar a Raposa de Nove Caudas dentro dele para que pudesse proteger o mundo em seu lugar. Como resultado, Naruto apreciou mais a sua vida e aprendeu como seus pais o amavam, algo que o autor queria que o personagem sentisse baseado em sua própria experiência como um pai. O crescimento de Naruto em toda a série surpreendeu o autor devido à forma como o reconhecimento que ele recebeu dos outros personagens permite que o personagem cresça ainda mais. Até o momento Sasuke sofreu uma mudança drástica na trama que o fez se tornar um dos antagonistas da série, Kishimoto comparou Sasuke e Naruto ao yin e yang como resultado de suas diferenças notáveis. Como resultado, ele menciona que, sempre que um dos dois progride, ele garante que o outro também. Desde que a série começou a ser serializada, Kishimoto tinha decidido que o fim da história seria em uma luta entre esses dois personagens. Ainda assim, ele queria que a luta terminasse com Naruto perdoando Sasuke semelhante a vez que Naruto perdoou Nagato. A parceira romântica de Naruto também foi decidida no meio da série. Visto que "Hinata Hyuga sempre respeitou Naruto, mesmo antes de começar a série", ele sentia que eles foram feitos um para o outro. Isto irritou a esposa de Kishimoto, que queria que Naruto se casasse com Sakura Haruno.
Enquanto um ninja realista se veste de preto, a fim de ser furtivo, Kishimoto deu a Naruto um macacão laranja para combinar com a demografia shonen. As roupas de Naruto eram baseadas em roupas que Kishimoto usava quando era mais jovem. De acordo com Kishimoto, um design preexistente não teria feito Naruto único, considerando cria-lo original ele o fez muito distintivo. Por causa de Naruto está associado com espirais em termos de objetos que ele usa, o designer incorporou a estes padrões do redemoinho no traje. Ilustrações iniciais mostram Naruto de botas, mas Kishimoto substituiu estes com sandálias, porque ele gosta de desenhar dedos. Os óculos que Naruto usava foram substituídos por um protetor de testa, porque era muito demorado para o autor desenha-los. Uma das opções de design mais difíceis foi a paleta de cores da roupa de Naruto. A laranja em seu traje faz Naruto "pop" e as peças azuis são muitas vezes utilizados como complementos. Kishimoto pediu desculpas para a equipe de animação do anime de Naruto, considerando que é muito difícil de traduzir para animação.
Kishimoto estava satisfeito que deu ao personagem cabelo louro e olhos azuis, algo raramente visto nos japoneses. Portanto, o personagem Naruto, juntamente com a imensa popularidade que a série ganhou, vieram naturalmente para os leitores e audiências internacionais os cabelos louros e olhos azuis. Além disso, o editor da versão americana da Shonen Jump deduziu que essas características podem ter feito o personagem mais atraente para o público ocidental. Kishimoto se identifica mais com Naruto do que com os outros personagens da série. Quando perguntado por que o alimento favorito de Naruto é lámen em vez de udon, Kishimoto disse que ele, pessoalmente, gostava de comer lámen. Na série de jogos eletrônicos Naruto: Clash of Ninja, Naruto é jogável em vários estágios de manifestação da Raposa de Nove Caudas, caracterizada por um chakra de cor vermelha. Kishimoto inspirou-se na apresentação destas formas nos jogos, imitando um deles para a capa do volume 26 do mangá. Ao criar a aparência de Naruto na Parte II, Kishimoto desenhou o protetor de testa de Naruto mais amplo para ser mais fácil de desenhar as sobrancelhas, algo que o havia incomodado em seu design anterior. Ele também observou que as calças de Naruto fez o personagem parecer muito infantil. Para remediar esta situação, Kishimoto desenhou as calças de Naruto regaçadas para cima, dando-lhe uma aparência mais madura.
Nas versões originais japonesas de Naruto, Naruto frequentemente termina suas frases com a adenda "dattebayo" (que atinge um efeito semelhante ao terminar uma frase com "tô certo!", em português). Kishimoto queria dar a Naruto um bordão infantil, e "dattebayo" foi a primeira coisa que veio à sua mente; o criador acredita que a frase complementa o personagem de Naruto, e serve como um tique verbal que ele retrata de uma forma infantil.

## Descrição
Naruto Uzumaki é apresentado como um jovem rapaz louro, cabelos arrepiados e olhos azuis. Ele frequentemente veste uma jaqueta laranja. Após a sua graduação ninja ele começa a usar um protetor de testa que denota a sua posição como um ninja da Vila Oculta da Folha. Na Parte II do mangá, que possui um Naruto mais velho, ele usa uma roupa nova, como resultado de seu crescimento físico. A Raposa de Nove Caudas selada em Naruto influencia o seu corpo, levando-o a se parecer com um raposa ao longo de suas batalhas. Embora inicialmente Naruto mostre apenas pequenas alterações, tais como dentes e garras afiadas, mais tarde ele desenvolve um rabo vermelho feito do chakra da Raposa. Esse chakra vermelho começa se a envolver em seu corpo; uma vez quatro caudas se manifestam, o sangue de Naruto começa a fundir-se com o chakra, colorindo todo o seu corpo de vermelho. Quando a sexta cauda aparece, Naruto parece usar o esqueleto da Raposa. Uma vez que Naruto assume o controle do chakra da raposa, ele é capaz de manter a sua forma normal, ao usá-lo. Como um ninja, Naruto carrega muitas armas, mas usa na maior parte suas técnicas ninja, enquanto luta, especializado em fazer clones de si mesmo.
Introduzido como um brincalhão infantil, Naruto sempre tenta chamar atenção pois ele foi ridicularizado durante sua infância. Para ser aceito e respeitado, ele resolve se tornar Hokage da Vila Oculta da Folha e superar todos os líderes anteriores, não importa as dificuldades. Enquanto se torna um ninja, Naruto faz amizades que ele não tinha inicialmente, ligando algumas delas como relações familiares. Embora Naruto às vezes se vê incapaz de realizar as tarefas que se propõe a fazer, alguns personagens acreditam que Naruto será uma excelente Hokage por causa do impacto positivo que ele causou em suas vidas.

## Aparições

### EmNaruto

#### Parte I
Naruto é um órfão que, quando era um recém-nascido, teve um monstro conhecido como a Raposa de Nove Caudas selada dentro de seu corpo pelo seu pai, o Quarto Hokage, Minato Namikaze, o líder da força ninja do País do Fogo, ao custo de sua própria vida. Por causa dele ser o hospedeiro do Nove Caudas, Naruto foi isolado pela maioria dos moradores de sua vila durante sua infância por estar associado com ele e por isso foi considerado tabu. Desde então, Naruto tem cometido piadas e brincadeiras para atrair atenção. Desejando o que lhe faltava no início da vida, Naruto sonha em se tornar um Hokage com a esperança de ser reconhecido e respeitado pelos moradores da vila. Na tentativa de se tornar um ninja, Naruto é horrorizado ao saber de sua natureza Jinchuriki, mas encontra reconhecimento de seu professor Iruka Umino, a quem ele vê como um pai. Depois de aprender o poderoso Multi-Jutsu Clone das Sombras, uma capacidade de cria cópias físicas do utilizador, Naruto se torna um ninja. Ele se junta a um grupo de ninjas sob a liderança de Kakashi Hatake, onde Naruto ganha amigos que ele nunca teve durante a sua infância em seus colegas que também são atribuídos ao Time 7: Sasuke Uchiha, com quem tem uma rivalidade desde que eles se conheceram na academia ninja, e Sakura Haruno.
Embora passando por um exame para aumentar a sua posição ninja, Naruto encontra o ninja lendário Jiraiya e aprende a invocar sapos para ajudá-lo em batalhas e controlar parte da energia do chakra do Nove Caudas. O exame foi interrompido como resultado da invasão no País do Fogo por um ninja criminoso do País do Som chamado Orochimaru, com Naruto derrotando o Jinchuriki do Uma Cauda da Aldeia da Areia Gaara e convencê-lo de uma maneira melhor para se viver. Pouco depois, Naruto descobre a Akatsuki, uma organização criminosa que visa extrair o Nove Caudas de seu corpo. Embora Jiraiya o leva fora da vila para que ele não encontre a organização, ele conhece um membro dela chamado Itachi que é irmão de Sasuke e o homem que matou sua família, com a Akatsuki ainda planejando sequestrar Naruto. Enquanto acompanha Jiraiya para encontrar um novo líder para a aldeia, Naruto também aprende o Rasengan, uma esfera de chakra para fins agressivos. Quando Sasuke deixa a vila para unir forças com Orochimaru para obter o poder de matar Itachi, Naruto torna-se parte de uma equipe de resgate para recuperá-lo. Com Naruto e Sasuke, finalmente, tendo uma batalha um contra um, embora ambos se recusam a matar um ao outro. Posteriormente, os dois seguem caminhos separados, mas Naruto não desiste de Sasuke, deixando a sua vila com Jiraiya para se preparar para seu próximo encontro com Sasuke e a Akatsuki.

#### Parte II
Após seus dois anos e meio de treinamento, Naruto retorna para a sua vila e começa a lidar de forma mais ativa a ameaça Akatsuki salvando Gaara de suas garras. Para combatê-los, Naruto treina com Kakashi para infundir o Rasengan com o seu próprio elemento Vento de chakra, criando o ataque Rasen-Shuriken que foi fundamental para a queda do membro da Akatsuki Kakuzu. Apesar de ser alvo da Akatsuki, Naruto se dedica a encontrar e recuperar Sasuke quando ele finalmente segue Orochimaru e começa a agir sobre os seus caprichos orientado por vingança. Ao longo do tempo, embora resistindo à vontade de usar o poder da criatura, a influência do Nove Caudas sobre ele expande-se ao ponto onde ele começa a perder sua racionalidade quando o seu chakra manifesta a forma de caudas chegando ao ponto do Naruto ficar furioso e o Bijuu assumir o controle de seu corpo ocasionando à destruição de tudo no seu caminho.
Depois de saber que Jiraiya foi morto pelo líder da Akatsuki, Pain, Naruto se prepara para o seu encontro, aprendendo o Senjutsu tipo sapo, uma habilidade de reforçar o poder que envolve a coleta de energia natural. Quando eles finalmente se enfrentam, Naruto derrota Pain e o convence a parar a Akatsuki. Naquela hora, Naruto descobre que o quarto Hokage foi seu pai, e que selou a Raposa para que Naruto pudesse usá-lo para derrotar o fundador da Akatsuki Tobi que estava por trás do ataque da Raposa no País do Fogo.
Quando Naruto descobre a história do passado de Sasuke dentro da Akatsuki, seu amigo descobre que Itachi agiu no interesse da vila, e decide confrontar Sasuke na batalha que poderia terminar em ambas as suas mortes mas Naruto não pode ser capaz de salvá-lo. Como resultado, ele se prepara para as próximas lutas, tornando-se um aprendi do Jinchiriki do Oito Caudas, Killer Bee, para assumir o controle total dos poderes de Kurama. Ele sucede com a ajuda de sua falecida mãe, Kushina Uzumaki, que colocou uma marca de chakra de si mesma dentro do selo. Quando Naruto descobre que todos os seus companheiros estão lutando contra o exército de Tobi para protegê-lo, ele leva Killer Bee para se juntar à batalha, eventualmente, cooperando com Kurama. Do outro lado da batalha, Naruto conhece Hagoromo Ōtsutsuki, o Sábio dos Seis Caminhos, que lhe concede um Senjutsu reforçado que lhe permite curar lesões mais fatais para enfrentar Madara, juntamente com os poderes de todos as nove Bijūs à sua disposição. Mais tarde, ele enfrenta a força e o verdadeiro mandante por trás das ações de Madara: a princesa alienígena Kaguya Ōtsutsuki, o núcleo dos Dez Caudas. Embora Naruto consegue selar Kaguya com a ajuda de Sasuke, ele acaba forçado a lutar contra o seu amigo quando ele revela sua verdadeira razão para ajudá-lo. Naruto convence Sasuke de conciliar, após perder o braço direito em sua batalha final, depois ele ganha um novo membro criado a partir de células de Hashirama. Anos depois, Naruto se casa com Hinata Hyuga com quem tem três filhos, Kawaki, Boruto e Himawari, e torna-se o Sétimo Hogake (七代目火影, Nanadaime Hokage) após a aposentadoria de Kakashi, visto pela última vez participando de uma reunião de Kages realizada em sua vila.

### Em outras mídias
Como o personagem do título da série, Naruto aparece em todos os filmes da série. Ele geralmente aparece como o personagem principal em uma missão com os seus colegas no País do Fogo. Naruto Shippuden: The Movie, marca a primeira aparição de Naruto em sua aparência na Parte II. No Road to Ninja: Naruto the Movie, uma versão alternativa do personagem chamado Menma aparece como o principal antagonista do filme.
Em The Last: Naruto the Movie, que se passa após os acontecimentos da série, Naruto enfrenta Toneri Otsutsuki enquanto, eventualmente, desenvolve sua relação com Hinata que conduz seu casamento. Kishimoto estava muito envergonhado ao fazer um romance na série até a cena do beijo do Naruto e Hinata no filme, que o mesmo não teve coragem de assistir. Em Boruto: Naruto the Movie, que ocorre após o epílogo da série, tem Naruto com o cargo de Hokage que causou um relação tensa com seu filho Boruto e problemas com os deveres com a sua família. Quando ele vê o seu filho ser desqualificado no final do Exame Chunin por trapacear, ele é raptado por Momoshiki e Kinshiki. Uma vez salvo por Boruto e Sasuke, o Kage antes de ajudar seu filho criar um Ransegan gigante para derrotar Momoshiki, Naruto se reconcilia com Boruto. Há também um spin-off, onde Naruto e seus aliados derrotam uma nova organização Akatsuki.
Ele também aparece em todos os quatro episódios OVAs produzidos para a série: ajudando seu amigo Konohamaru Sarutobi a encontrar um trevo de quatro folhas no primeiro; escoltar um ninja até a sua aldeia e lutar contra o criminoso que roubou a aldeia "Água Herói" no segundo; e participar de um torneio no terceiro e trabalhar com o Time 7 no quarto. Ele aparece como um personagem coadjuvante no mangá spin-off intitulado Rock Lee no Seishun Full-Power Ninden, onde seu companheiro ninja do País do Fogo é Rock Lee que é o personagem principal.
Naruto é um personagem jogável em todos os jogos eletrônicos da série. Em vários títulos, é possível acessar uma versão especial dele reforçado com o poder da Raposa de Nove Caudas. Em vários jogos da série Ultimate Ninja ele é jogável com suas próprias versões de taijutsu, enquanto veste seu traje. Naruto Shippuden: Gekitou Ninja Taisen EX marca a primeira aparição de Naruto com sua aparência Shippuden, em um jogo. Para o 10.º aniversário da série, Masashi Kishimoto fez uma ilustração de Naruto como Hokage. Este retrato de Naruto mais tarde aparece como um personagem secreto no jogo Naruto Shippuden: Ultimate Ninja Storm 2. Ele aparece em vários crossovers de jogos eletrônicos que apresentam combates contra personagens de Naruto contra outros personagens de outros mangás; estes jogos incluem Battle Stadium D.O.N, Jump Super Stars e Jump Ultimate Stars. Um avatar de Naruto fez uma aparição no MMORPG Second Life para uma Jump Fest promocional intitulada Jumpland@Second Life. Em Dragon Ball Z: Battle of Z, a roupa de Naruto aparece como um traje alternativo de Goku.

## Recepção

### Popularidade
Em várias enquetes realizadas pela Weekly Shōnen Jump sobre a popularidade da série, Naruto ficou cinco vezes em primeiro entre os principais personagens e a partir do início de 2012 ele já ficou em primeiro lugar duas vezes. Em 2006, Naruto perdeu seu status de top dois para os personagens Deidara, Kakashi e Sasuke na sexta enquete da revista. Na pesquisa de 2011, Naruto ficou uma vez em primeiro lugar. Mídias foram feitas após o sucesso de Naruto, incluindo chaveiros, figuras de ação e etc. Em 2009, no Society for the Promotion of Japanese Animation Awards, Junko Takeuchi ganhou o prêmio de "Melhor Atriz de Voz (Japonês)" por dublar Naruto. Naruto ficou sexto lugar em um ranking da IGN dos 25 Melhores Personagens de Todos os Tempos, com o escritor Chris Mackenzie afirmando que, embora "Naruto na verdade não seja o personagem mais popular em sua própria série na maioria das vezes", ele é "o motor que alimenta a franquia". Em 2011 na edição do Guinness World Records Gamer, ele foi votado como o vigésimo nono melhor personagem que aparece em jogos eletrônicos. Enquanto trabalhava para CyberConnect2 na produção dos jogos eletrônicos da série .hack, o designer de personagens Yoshiyuki Sadamoto usou Naruto como um modelo para o protagonista de .hack, Kite. Coincidentemente, pouco depois a CyberConnect2 começou a desenvolver os jogos da série Naruto: Ultimate Ninja, embora Sadamoto recorda que não tinha conhecimento de tal fato. O CEO da CyberConnect2 Hiroshi Matsuyama participou da Maratona de Paris 2012 enquanto fazia cosplay de Naruto comemorando o lançamento de um novo jogo.

### Crítica
O personagem Naruto recebeu respostas positivas na maior parte da crítica em publicações impressas e online. O elogio foi dado por Joseph Szadkowski do The Washington Times, que observou que Naruto "tornou-se uma sensação da cultura pop". Naruto foi analisado por Dodson Joe, da GameSpot, que observou que apesar dele ter uma vida "ideal", ainda sofre com o severo isolamento, embora ele tenha sido elogiado por sua personalidade otimista por Carl Kimlinger do Anime News Network (A.N.N). Escritores da Mania Entertainment o rotularam como um "bom personagem principal" com um bom desenvolvimento geral apesar de certos problemas no início. Por outro lado, Christina Carpenter, da revista T.H.E.M. Anime Reviews discordou com outros escritores, observando que enquanto Naruto é um "malandro simpático o suficiente", seu tipo de personagem já foi feito antes em muitos animes e mangás. Escrevendo para o Popular Culture in Counseling, Psychotherapy, e Play-Based Interventions, Lawrence Rubin afirmou que enquanto Naruto tem uma personalidade otimista e hiperativa, a Raposa de Nove Caudas dentro de seu corpo simboliza as emoções negativas. Rubin concluiu que as lutas de Naruto para proteger a vila ajudá-lo a tornar-se uma "pessoa completa e madura". Ele comenta que Naruto tem uma atitude malévola ao lidar com intensos conflitos e emoções.
Seu relacionamento com os outros personagens foi considerado muito bom por Charles White e Van Jason Horn do IGN, mas notavelmente a rivalidade dele com Sasuke, que se mostra "sinais de maturidade" em Naruto. No entanto, seu desejo de recuperar Sasuke após o fim da Parte I recebeu críticas como resultado de seu sofrimento subsequente. Jacob Hope Chapman do ANN listou Naruto e Sasuke como um dos "Mais Ferozes Frenemies do Anime" considerando suas semelhanças e como eles se transformam em amigos depois de uma batalha mortal. Seu envolvimento romântico com outros personagens levou a disputas entre os fãs que uns apoiavam Sakura Haruno e outros Hinata Hyuga.
Carl Kimlinger do Anime News Network, disse que enquanto suas cenas iniciais de luta são fracas quando comparado as outras, sua luta contra Gaara é um de seus melhores momentos, pois supera a maioria de estereótipos shōnen, devido às táticas de Naruto. Theron Martin do A.N.N. e Justin Rich do Mania Entertainment fizeram comentários semelhantes. A luta final do personagem contra Sasuke no final da Parte I recebeu respostas positivas dos críticos, devido aos estilos de luta empregados, e o desenvolvimento do personagem resultante de sua rivalidade. As enormes mudanças físicas causadas pela Raposa de Nove Caudas também têm sido o foco dos críticos, como a perda de controle de Naruto fez com que ele se tornasse uma ameaça maior para os seus entes queridos que os antagonistas da série. Carlos Santos do Anime News Network comentou sobre o crescimento do personagem na Parte II, especificamente a sua luta contra o Pain em que os comentários de Naruto sobre a paz e os meios pelos quais ela é alcançada toca em temas filosóficos nunca visto em uma série shōnen. Chris Beveridge de Mania Entertainment notou uma mudança de atitude de Naruto como ele age mais calmo e sério do que em arcos de história anteriores. O Senjutsu de Naruto foi elogiado como foi a sua preparação cuidadosa para a luta contra o Pain, o que resultou em uma grande exibição de habilidades de Naruto.